# Abație

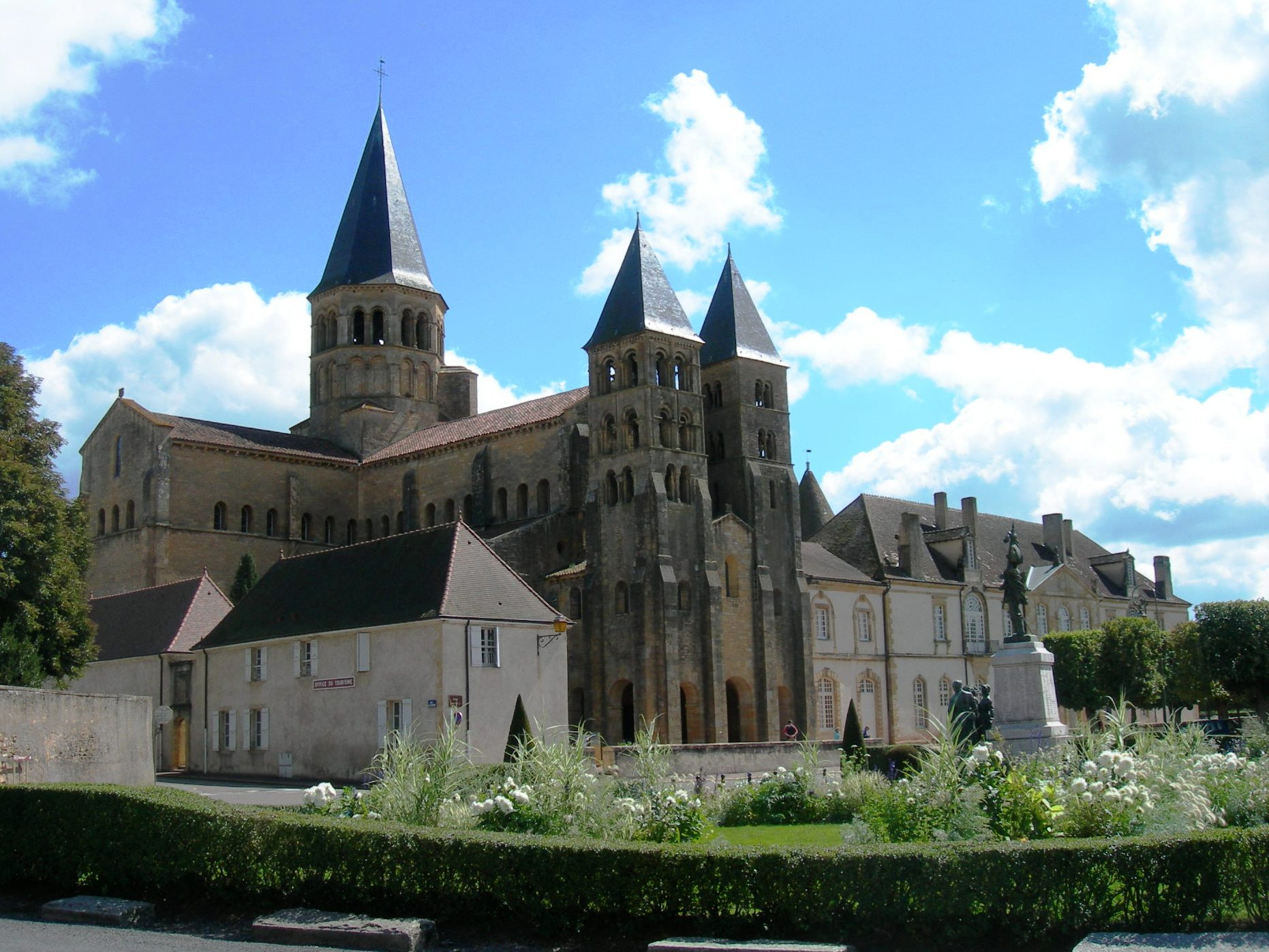
Abația Cluny (desființată)

Abația  este un complex de clădiri adăpostind o mănăstire catolică cu statut special, împreună cu averea și domeniile ei, condusă de un abate (din latina medievală abbas, „tată”) sau o abatesă (stareță), asigurând tot necesarul unei comunități religioase autonome. Abațiile depind de un episcop sau direct de papă. Abatele, respectiv abatesa, au rolul de tată spiritual (mamă spirituală) pentru comunitatea religioasă.
Prima abație, Montecassino, a fost fondată în 529 în Italia de sfântul Benedict de Nursia. În secolele al XII-lea și al XIII-lea s-au construit abații în întreaga Europă, mai ales în Franța.

## Organizare
Claustrul (o curte interioară) făcea legătura între diferitele clădiri ale abației. Pe latura de est a acestuia se găseau de obicei dormitoarele, construite deasupra sălii de mese și unite cu biserica centrală. Partea vestică era dedicată relațiilor comunitare, iar poarta reprezenta singura ieșire către curtea exterioară unde publicul avea acces. În partea sudică se aflau bucătăria, instalații pentru fabricarea berii și ateliere. Într-o clădire separată dotată cu propria capelă, sală de mese, bucătărie, baie și grădină se aflau încăperile novicilor și infirmeria.

## Etimologie
În limba română substantivul abație este un împrumut multiplu din italiană abbazia și din latină abbatia (în limba italiană este moștenit din latinescul abbatia). Cuvântul latinesc abbatia este un derivat al cuvântului latinesc abbas, care este un împrumut din aramaică abba, unde are sensul de tată.

## În literatura științifico-fantastică
Abațiile sunt în scrierile lui Walter M. Miller, Jr. singurele centre în care se păstrează urmele culturii umane distruse în urma unui război atomic devastator.